# ベイジル・ラスボーン
フィリップ・セイント・ジョン・ベイジル・ラスボーン（Philip St. John Basil Rathbone、1892年6月13日 - 1967年7月21日）は、トランスヴァール共和国（現在の南アフリカ共和国北部）ヨハネスブルグ出身のイングランド人で、主にアメリカで活躍した俳優。アメリカでは最高のシャーロック・ホームズ俳優として高名である。怪奇ホラーのスターとしても知られる。

## 経歴
イギリスで教育を受けた後、1910年代にイギリスの舞台で俳優として活動を始め、第一次世界大戦への従軍を挟んで、1920年代にはアメリカに渡り、ブロードウェイの舞台に立つようになる。その後、ハリウッドにおいて『ロミオとジュリエット』（1936年）、『放浪の王者』（1938年）でアカデミー賞助演男優賞にノミネート。『フランケンシュタインの復活』（1939年）では、ボリス・カーロフ、ベラ・ルゴシの2大怪奇スターを脇に配して主演するなど、トーキー映画初期のスターの一人であった。
1939年、『バスカヴィル家の犬』の映画化作品でワトソン医師役のナイジェル・ブルースと共にシャーロック・ホームズを演じ、以降、1946年まで14本の映画でブルースとのコンビでホームズを演じた、その後もラジオドラマ等でホームズを演じ、アメリカでは最高のホームズ俳優として、現在に至るまで伝説的存在である。
ホームズの台詞として有名な「Elementary, my dear Watson. （初歩的なことだよ、ワトソン君）」はウィリアム・ジレットが脚色と出演を務めた舞台用に『背中の曲がった男』から引用した台詞であるが、ベイジルが映画で多用したことでホームズの決め台詞として定着した。
しかし、彼自身はホームズの人気が先行することに不服だった。彼は、ラスボーンでなく「シャーロック・ホームズ」のサインをもとめられる様な扱いに耐え続けなくてはならなかった。ワーナー・ブラザース社とラジオの放送局との契約が同時に切れたのを好機として、ホームズ役を降板、多くのファンとナイジェル・ブルースを嘆かせた。
その後、ハリウッドでいくつかのシェイクスピア映画に主演、俳優として一定の成功をおさめると、ホームズもまた自分の重要な役歴のひとつとして受け入れるようになり、いくつかのラジオドラマでホームズ役を演じている。
夫人との結婚記念日を記念したオリジナルの舞台が、ホームズを演じた最後になった。この時、ナイジェル・ブルースにもワトソン役を依頼し、ブルースもおおいに乗り気だったが開幕の数週間前に病に倒れ（1953年没、58歳）、名コンビの復活は果たされなかった。

## 主な出演作品
| 年   | 題名 | 役名                                       |
| ---- | --- | ------------------------------------------ |
| 1925 | 新妻の秘密 The Masked Bride                                                                                 | アントワーヌ                               |
| 1926 | 死線を潜りて The Great Deception                                                                            | リジオ                                     |
| 1930 | 近代恋愛帖 The Lady Surrenders                                                                              | エドワード                                 |
| 1935 | 孤児ダビド物語 The Personal History, Adventures, Experience, & Observation of David Copperfield the Younger | マードストーン氏                           |
| 1935 | アンナ・カレニナ Anna Karenina                                                                              | カレーニン                                 |
| 1935 | ポンペイ最後の日 The Last Days of Pompeii                                                                   | ピラト                                     |
| 1935 | 嵐の三色旗 A Tale of Two Cities                                                                             | Marquis St. Evremonde                      |
| 1935 | 海賊ブラッド Captain Blood                                                                                  | Levasseur                                  |
| 1936 | ロミオとジュリエット Romeo and Juliet                                                                       | ティボルト                                 |
| 1936 | 沙漠の花園 The Garden of Allah                                                                              | フェルディナンド・アンテオニ伯爵           |
| 1937 | 血に笑ふ男 Love from a Stranger                                                                             | ジェラルド・ロヴェル                       |
| 1937 | 告白・殺意の瞬間 Confession                                                                                 | マイケル                                   |
| 1937 | トヴァリッチ Tovarich                                                                                       | Dimitri Gorotchenko                        |
| 1938 | マルコ・ポーロの冒険 The Adventures of Marco Polo                                                           | アフメド                                   |
| 1938 | ロビンフッドの冒険 The Adventures of Robin Hood                                                             | ガイ・オブ・ギスボーン                     |
| 1938 | 放浪の王者 If I Were King                                                                                   | ルイ11世                                   |
| 1938 | 突撃爆撃隊 The Dawn Patrol                                                                                  | ブランド                                   |
| 1939 | フランケンシュタインの復活 Son of Frankenstein                                                              | ウォルフ・フォン・フランケンシュタイン男爵 |
| 1939 | 恐怖のロンドン塔 Tower of London                                                                            | リチャード（グロスター公）                 |
| 1939 | バスカヴィル家の犬 The Hound of the Baskervilles                                                            | シャーロック・ホームズ                     |
| 1939 | シャーロック・ホームズの冒険 The Adventures of Sherlock Holmes                                              | シャーロック・ホームズ                     |
| 1940 | 快傑ゾロ The Mark of Zorro                                                                                  | エステバン・パスケレ                       |
| 1942 | シャーロック・ホームズと恐怖の声 Sherlock Holmes and the Voice of Terror                                    | シャーロック・ホームズ                     |
| 1942 | シャーロック・ホームズと秘密兵器 Sherlock Holmes and the Secret Weapon                                      | シャーロック・ホームズ                     |
| 1943 | ワシントンのシャーロック・ホームズ Sherlock Holmes in Washington                                            | シャーロック・ホームズ                     |
| 1943 | シャーロック・ホームズ 危機一髪 Sherlock Holmes Faces Death                                                 | シャーロック・ホームズ                     |
| 1943 | シャーロック・ホームズ 蜘蛛女 The Spider Woman                                                              | シャーロック・ホームズ                     |
| 1944 | 世紀の女王 Bathing Beauty                                                                                   | ジョージ・アダムス                         |
| 1944 | シャーロック・ホームズ 死の真珠 The Pearl of Death                                                          | シャーロック・ホームズ                     |
| 1944 | シャーロック・ホームズ 緋色の爪 The Scarlet Claw                                                            | シャーロック・ホームズ                     |
| 1944 | 情炎の海 Frenchman's Creek                                                                                  | ロッキンガム公                             |
| 1945 | シャーロック・ホームズ 恐怖の館 The House of Fear                                                           | シャーロック・ホームズ                     |
| 1945 | シャーロック・ホームズ 緑の女 The Woman in Green                                                            | シャーロック・ホームズ                     |
| 1945 | シャーロック・ホームズ アルジェへの追跡 'Pursuit to Algiersn                                                | シャーロック・ホームズ                     |
| 1946 | シャーロック・ホームズ 闇夜の恐怖 Terror by Night                                                           | シャーロック・ホームズ                     |
| 1946 | シャーロック・ホームズ 殺しのドレス Dressed to Kill                                                         | シャーロック・ホームズ                     |
| 1954 | 豪傑カサノヴァ Casanova's Big Night                                                                         | ルシオ／ナレーター                         |
| 1955 | 俺たちは天使じゃない We're No Angels                                                                        | アンドレ                                   |
| 1956 | ダニー・ケイの黒いキツネ The Court Jester                                                                   | サー・レイヴンハースト                     |
| 1956 | 悪魔の生体実験 The Black Sleep                                                                              | サー・ジョエル・カドマン                   |
| 1958 | 最後の歓呼 The Last Hurrah                                                                                  | ノーマン・キャス・シニア                   |
| 1962 | 魔法の剣 The Magic Sword                                                                                    | ロダク                                     |
| 1962 | 黒猫の怨霊 Tales of Terror                                                                                  | カーマイケル                               |
| 1965 | 原始惑星への旅 Voyage to the Prehistoric Planet                                                             | ハートマン教授                             |
| 1966 | ヘブンリービキニ The Ghost in the Invisible Bikini                                                          | レジナルド・リッパー                       |

## 備考
シャーロック・ホームズ役を演じた時期が主に第二次世界大戦中であった為に、日本では1本も劇場公開されなかったのみならず、テレビ放映の記録もない。その為、日本ではホームズ俳優としての認知度は高くない。21世紀になって、オリジナル作品『シャーロック・ホームズの殺しのドレス』（1946年）が廉価版DVDとしてリリースされた。